# Jerry Stackhouse
Jerry Darnell Stackhouse (Kinston, Carolina del Norte, 5 de noviembre de 1974) es un exjugador y entrenador de baloncesto estadounidense que jugó 18 temporadas en la NBA en 8 equipos diferentes. Con 1,98 metros de estatura lo hacía en la posición de escolta.

## Carrera

### Universidad
Asistió la Universidad de Carolina del Norte desde 1993 hasta 1995, donde jugó con Rasheed Wallace. Con los Tar Heels pasó dos temporadas, promediando en la última 19,2 puntos y 8,2 rebotes por partido. Por entonces eran inevitables las comparaciones con Michael Jordan y se decía que Stackhouse era su sucesor.

### NBA

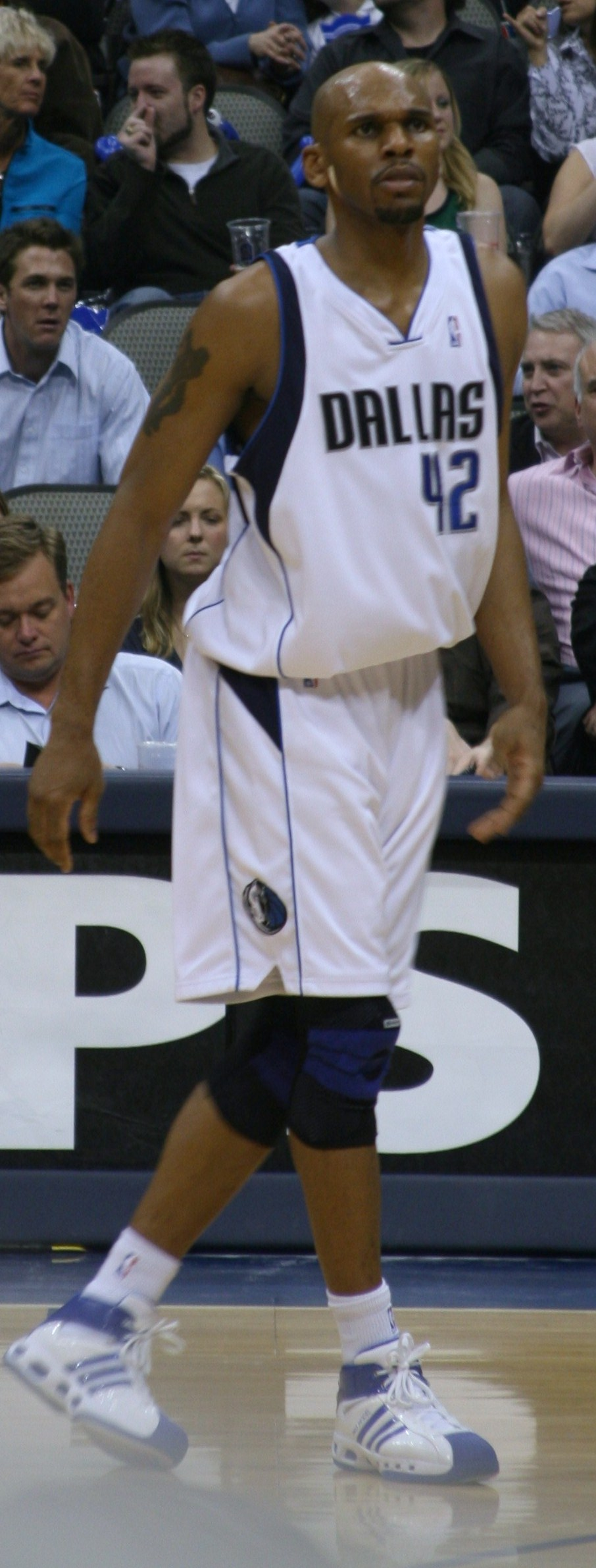
Stackhouse con los Mavs en 2008.

Fue elegido por Philadelphia 76ers en la tercera posición del Draft de la NBA de 1995. En su primera campaña, lideró a su equipo en anotación con 19,2 puntos por partidos, siendo nombrado en el mejor quinteto de rookies. En la temporada 1996-97, el equipo drafteó a Allen Iverson. Combinados, ambos promediaron 44,2 puntos por partido para los 76ers.
A mediados de la temporada 1997-98, fue traspasado a Detroit Pistons con Eric Montross por Theo Ratliff y Aaron McKie. En la 1999-2000, su segunda campaña completa con los Pistons, promedió 23,6 puntos por noche. Un año más tarde, explotó hasta los 29,8, anotando 57 puntos a Chicago Bulls en la última jornada de la liga. 
Durante el verano de 2002, fue enviado a Washington Wizards en un traspaso que implicaba a seis jugadores y que mandaba a Richard Hamilton a Detroit. En su primera temporada en los Wizards, lideró al equipo en anotación con 21,5 puntos por partido. Debido a una artroscopia en la rodilla derecha, Stack se perdió 26 partidos de la campaña siguiente.
En la pretemporada de 2004, fue traspasado junto con Christian Laettner y una primera ronda a Dallas Mavericks a cambio de Antawn Jamison. Allí fue idóneo para los Mavericks en su nuevo papel de sexto hombre, convirtiéndose en uno de los mejores de la liga.
Tras cuatro temporadas en Dallas, el 8 de julio de 2009, fue traspasado a Memphis Grizzlies, en un traspaso a cuatro bandas. Al día siguiente, es cortado por los Grizzlies.
El 17 de enero de 2010, firmaba con los Milwaukee Bucks por lo que restaba de temporada 2009–10.
El 23 de octubre de 2010, firmaba un contrato con Miami Heat. Un mes después, el 23 de noviembre, los Heat cortaban a Jerry para hacer hueco en la plantilla a Erick Dampier, tras lesionarse Udonis Haslem.
El 9 de diciembre de 2011, se unió a Atlanta Hawks, al que eligieron para reemplazar al lesionado Joe Johnson como representante de Atlanta para el Haier Shooting Stars Competition durante el NBA All-Star weekend de 2012.
El 11 de julio de 2012, acuerda un año de contrato con New Jersey Nets, por $1,3 millones. Eligió el dorsal 42 en honor a Jackie Robinson, su atleta favorito. Tras la derrota en primera ronda de playoff ante Chicago Bulls, anunció su retirada del baloncesto profesional.

### Entrenador

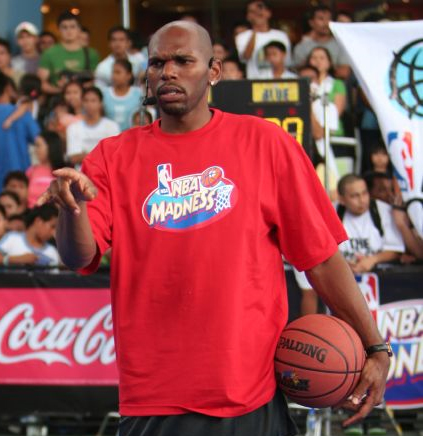
Stackhouse en el evento 'NBA Madness' de 2007.

El 29 de junio de 2015, fue contratado como asistente de Dwane Casey en Toronto Raptors. En su primera temporada, alcanzaron el segundo puesto en la Conferencia Este, y llegaron a Finales de Conferencia.
El 9 de septiembre de 2016, los Raptors le nombraron entrenador principal de su equipo afiliado en la NBA Development League, los Raptors 905. El equipo se proclamó campeón de la temporada 2016-17 de la NBA Development League y Jerry fue nombrado, Entrenador del Año de la D-league en 2017.
Tras dos años en Canadá, en verano de 2018 firmó como asistente de J. B. Bickerstaff en los Memphis Grizzlies.
El 5 de abril de 2019, Stackhouse firmó un contrato de 6 años como entrenador principal de los Commodores de la Universidad Vanderbilt.
El 27 de septiembre de 2024 se une al cuerpo técnico de los Golden State Warriors como asistente de Steve Kerr.

## Estadísticas de su carrera en la NBA

### Temporada regular
| Año       | Equipo       | PJ  | PT  | MPP  | %TC  | %3P   | %TL   | RPP | APP | ROB | TPP | PPP  |
| --------- | ------------ | --- | --- | ---- | ---- | ----- | ----- | --- | --- | --- | --- | ---- |
| 1995-96   | Philadelphia | 72  | 71  | 37.5 | .414 | .318  | .747  | 3.7 | 3.9 | 1.1 | 1.1 | 19.2 |
| 1996-97   | Philadelphia | 81  | 81  | 39.1 | .407 | .298  | .766  | 4.2 | 3.1 | 1.1 | .8  | 20.7 |
| 1997-98   | Philadelphia | 22  | 22  | 34.0 | .452 | .348  | .802  | 3.5 | 3.0 | 1.4 | .9  | 16.0 |
| 1997-98   | Detroit      | 57  | 15  | 31.5 | .428 | .208  | .782  | 3.3 | 3.1 | 1.0 | .7  | 15.7 |
| 1998-99   | Detroit      | 42  | 9   | 28.3 | .371 | .278  | .850  | 2.5 | 2.8 | .8  | .4  | 14.5 |
| 1999-2000 | Detroit      | 82  | 82  | 38.4 | .428 | .288  | .815  | 3.8 | 4.5 | 1.3 | .4  | 23.6 |
| 2000-01   | Detroit      | 80  | 80  | 40.2 | .402 | .351  | .822  | 3.9 | 5.1 | 1.2 | .7  | 29.8 |
| 2001-02   | Detroit      | 76  | 76  | 35.3 | .397 | .287  | .858  | 4.1 | 5.3 | 1.0 | .5  | 21.4 |
| 2002-03   | Washington   | 70  | 70  | 39.2 | .409 | .290  | .878  | 3.7 | 4.5 | .9  | .4  | 21.5 |
| 2003-04   | Washington   | 26  | 17  | 29.8 | .399 | .354  | .806  | 3.6 | 4.0 | .9  | .1  | 13.9 |
| 2004-05   | Dallas       | 56  | 7   | 28.9 | .414 | .267  | .849  | 3.3 | 2.3 | .9  | .2  | 14.9 |
| 2005-06   | Dallas       | 55  | 11  | 27.7 | .401 | .277  | .882  | 2.8 | 2.9 | .7  | .2  | 13.0 |
| 2006-07   | Dallas       | 67  | 8   | 24.1 | .428 | .383  | .847  | 2.2 | 2.8 | .8  | .2  | 12.0 |
| 2007-08   | Dallas       | 58  | 13  | 24.3 | .405 | .326  | .892  | 2.3 | 2.5 | .5  | .2  | 10.7 |
| 2008-09   | Dallas       | 10  | 1   | 16.2 | .267 | .158  | 1.000 | 1.7 | 1.2 | .4  | .1  | 4.2  |
| 2009-10   | Milwaukee    | 42  | 0   | 20.4 | .408 | .346  | .797  | 2.4 | 1.7 | .5  | .2  | 8.5  |
| 2010-11   | Miami        | 7   | 1   | 7.1  | .250 | .250  | .714  | 1.0 | .4  | .0  | .3  | 1.7  |
| 2011-12   | Atlanta      | 30  | 0   | 9.1  | .370 | .342  | .913  | .8  | .5  | .3  | .1  | 3.6  |
| 2012-13   | Brooklyn     | 37  | 0   | 14.7 | .384 | .337  | .870  | .9  | .9  | .2  | .1  | 4.9  |
| Total     | Total        | 970 | 564 | 31.2 | .409 | .309  | .822  | 3.2 | 3.3 | .9  | .5  | 16.9 |
| All-Star  | All-Star     | 2   | 0   | 14.5 | .467 | 1.000 | .000  | 1.5 | 2.0 | .0  | .0  | 7.5  |

### Playoffs
| Año   | Equipo    | PJ | PT | MPP  | %TC  | %3P  | %TL   | RPP | APP | ROB | TPP | PPP  |
| ----- | --------- | -- | -- | ---- | ---- | ---- | ----- | --- | --- | --- | --- | ---- |
| 1999  | Detroit   | 5  | 0  | 24.8 | .391 | .250 | .857  | 1.6 | 1.2 | .4  | .2  | 10.0 |
| 2000  | Detroit   | 3  | 3  | 40.0 | .407 | .429 | .742  | 4.0 | 3.3 | .7  | .0  | 24.7 |
| 2002  | Detroit   | 10 | 10 | 36.1 | .321 | .340 | .825  | 4.3 | 4.3 | .6  | .6  | 17.6 |
| 2005  | Dallas    | 13 | 0  | 31.0 | .386 | .400 | .864  | 4.1 | 2.3 | .6  | .2  | 16.1 |
| 2006  | Dallas    | 22 | 1  | 32.3 | .402 | .338 | .784  | 2.8 | 2.5 | .6  | .3  | 13.7 |
| 2007  | Dallas    | 6  | 0  | 28.2 | .348 | .355 | .879  | 3.7 | 2.5 | .7  | .2  | 14.3 |
| 2008  | Dallas    | 5  | 2  | 20.4 | .316 | .167 | 1.000 | 3.2 | 1.2 | .2  | .0  | 6.2  |
| 2010  | Milwaukee | 7  | 0  | 20.6 | .326 | .333 | .900  | 1.7 | 1.1 | .7  | .1  | 7.3  |
| 2013  | Brooklyn  | 4  | 0  | 7.0  | .100 | .000 | .750  | 1.0 | .0  | .0  | .0  | 1.3  |
| Total | Total     | 75 | 16 | 28.8 | .369 | .332 | .829  | 3.1 | 2.3 | .5  | .2  | 13.1 |

## Logros y reconocimientos
Universidad
- 1.er equipo All-American (1995)

NBA
- Mejor quinteto de rookies de la NBA (1996)
- 2 veces All-Star (2000, 2001)

Entrenador
- Entrenador del Año de la NBA Development League (2017)

### Partidos ganados sobre la bocina
|      | con Philadelphia 76ers       |
|      | con Detroit Pistons          |
|      | con Washington Wizards       |
|      | con Dallas Mavericks         |
| (PO) | Denota un partido de PlayOff |

| Número | Tiro               | Margen | Resultado | Oponente             | Fecha                  |
| ------ | ------------------ | ------ | --------- | -------------------- | ---------------------- |
| 1      | Tiro en suspensión | Empate | 99-101    | Toronto Raptors      | 29 de enero de 1997    |
| 2      | Tiro de tres       | Empate | 101-104   | Utah Jazz            | 21 de marzo de 1999    |
| 3      | Tiro en suspensión | -1     | 99-100    | Los Angeles Lakers   | 8 de noviembre de 2002 |
| 4      | Tiro de tres       | -2     | 95-94     | Los Angeles Clippers | 12 de enero de 2008    |